# Glory to the Brave
Glory to the Brave är Hammerfalls debutalbum. Den släpptes den 27 juni 1997. Musikvideorna till Glory to the Brave och HammerFall spelades in i sångaren, Joacim Cans, hemstad Mora. Det finns även en andra video till Glory to the Brave.

## Låtlista
1. The Dragon Lies Bleeding (Strömblad/Cans)
2. The Metal Age (Dronjak/Strömblad/Cans)
3. HammerFall (Dronjak/Strömblad/Cans)
4. I Believe (Cans/Stålfors)
5. Child of the Damned (Bill Tsamis)
6. Steel Meets Steel (Dronjak)
7. Stone Cold (Dronjak/Strömblad/Cans)
8. Unchained (Dronjak/Strömblad/Cans)
9. Glory to the Brave (Dronjak/Strömblad/Cans)
10. Ravenlord [Bonuslåt]

## Singel
- Glory to the Brave

## Musiker
- Joacim Cans - sång
- Oscar Dronjak - gitarr
- Glenn Ljungström - gitarr
- Fredrik Larsson - elbas
- Patrik Räfling - trummor
- Jesper Strömblad - trummor